# Eremobia deccerti
Eremobia deccerti là một loài bướm đêm trong họ Noctuidae.